# Drupadia iskander
Drupadia iskander är en fjärilsart som beskrevs av Hans Fruhstorfer 1912. Drupadia iskander ingår i släktet Drupadia och familjen juvelvingar. Inga underarter finns listade i Catalogue of Life.